# Ônibus articulado

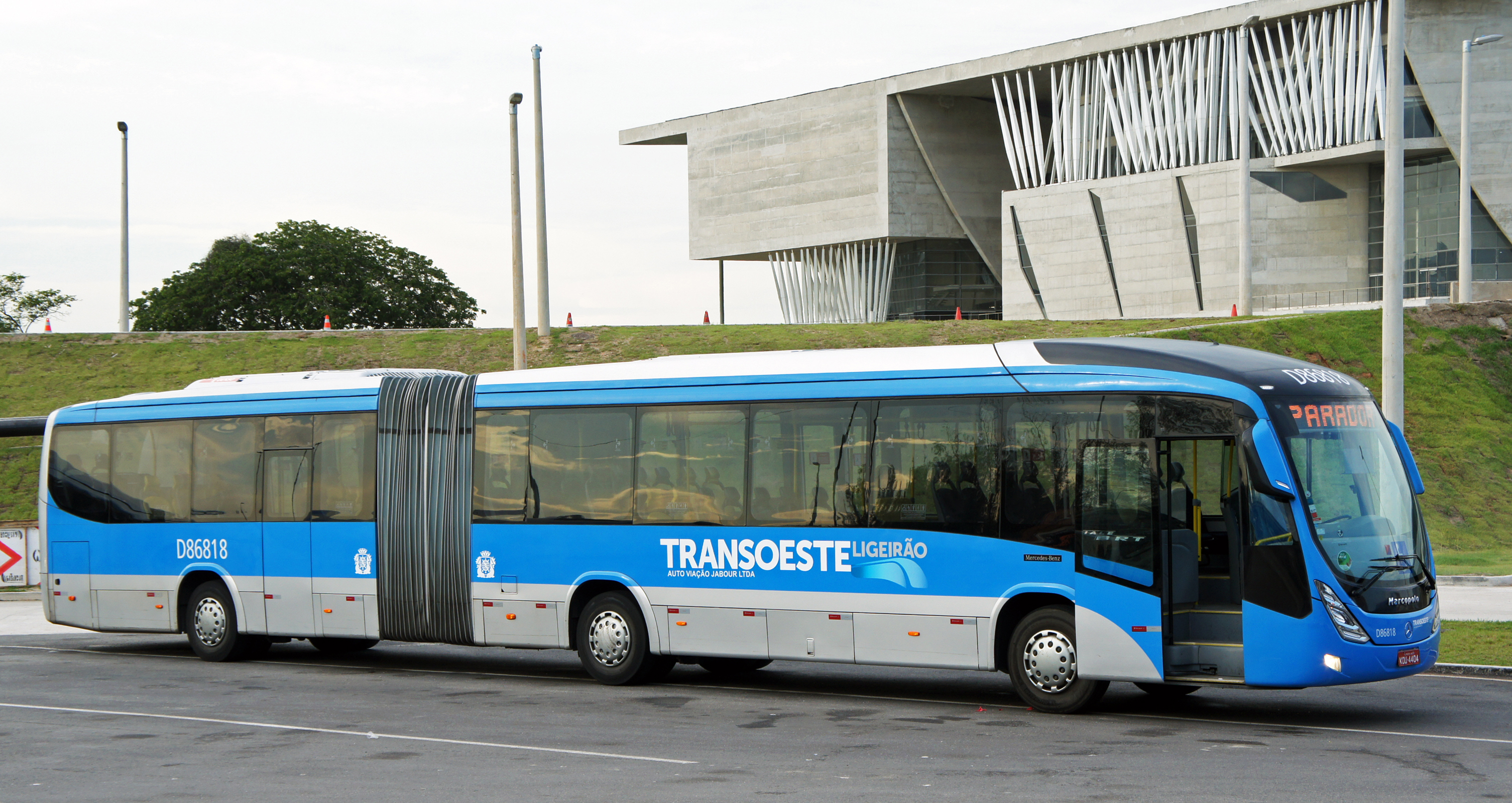
Marcopolo Viale BRT articulado fabricado no Brasil e utilizado no sistema TransOeste.

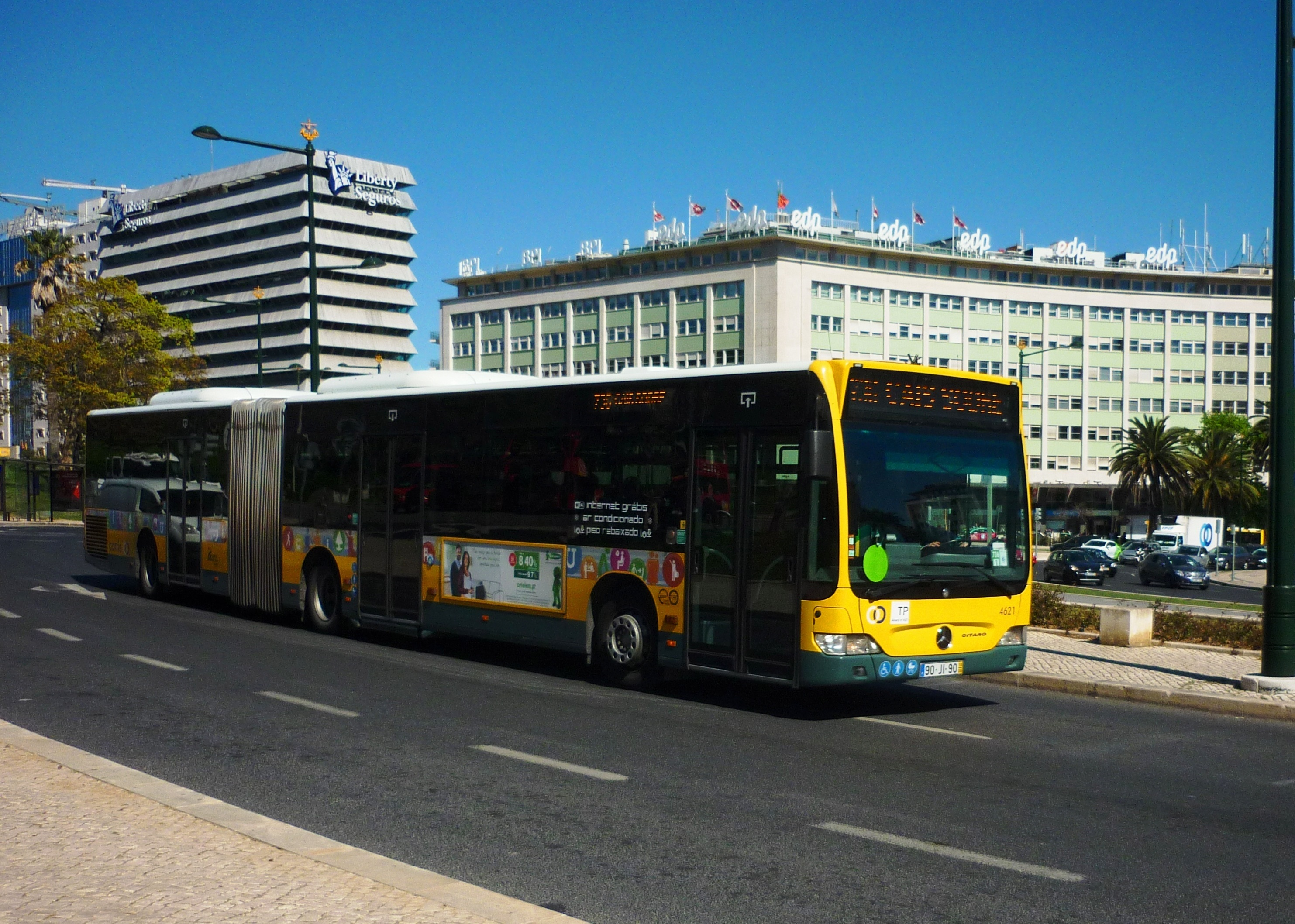
Mercedes-Benz Citaro articulado operado pela Carris em Lisboa.

O ônibus articulado (português brasileiro) ou autocarro articulado (português europeu), popularmente chamado de ônibus sanfonado ou minhocão, é um tipo de ônibus utilizado principalmente no transporte público que conta com dois vagões rígidos unidos por um sistema de articulação, este normalmente coberto externamente por uma cortina sanfonada de poliéster dobrável cinza. Esse tipo de mecanismo permite um comprimento legalmente superior ao de um ônibus simples, o que aumenta a capacidade de transporte de passageiros, reduzindo assim, o custo de manutenção por passageiro. Graças à articulação, a manobrabilidade desses ônibus costuma ser parecida com as de ônibus normais.
No Brasil, é utilizado nos sistemas de transporte coletivo urbano de grandes capitais e regiões metropolitanas brasileiras, como São Paulo, Campinas, Rio de Janeiro, Fortaleza, Salvador (antigamente), Curitiba, Goiânia, Porto Alegre, Vitória, Florianópolis, Recife, Manaus, Campo Grande, Cuiabá, Joinville, Belém, Belo Horizonte, Natal, São Luís, dentre outras.
Em Portugal, as principais empresas que usam autocarros articulados são a Carris, a STCP, a Boa Viagem, os TUB, a SMTUC, a TST, e a Barraqueiro.
São utilizados pelo mundo quase que exclusivamente no transporte público, contando com um comprimento que varia de 17 a 23 metros. A capacidade de transporte varia muito dependendo do modelo, mas é de, em média, 120 passageiros, sendo 60 sentados e 60 em pé. No Brasil, o maior ônibus articulado (de 23 metros) transporta 223 passageiros. O layout mais comum é de um vagão dianteiro de dois eixos e um traseiro de apenas um eixo, embora também existam outras configurações, como as de dois eixos traseiros (mais recente e moderna), sendo um tracionado e um rotacional, o que auxilia em manobras e, portanto, permite um maior comprimento do segundo vagão. O motor pode se localizar na frente, entre os eixos dianteiros ou na traseira. As rodas motrizes podem estar no primeiro ou no segundo vagão.

## História

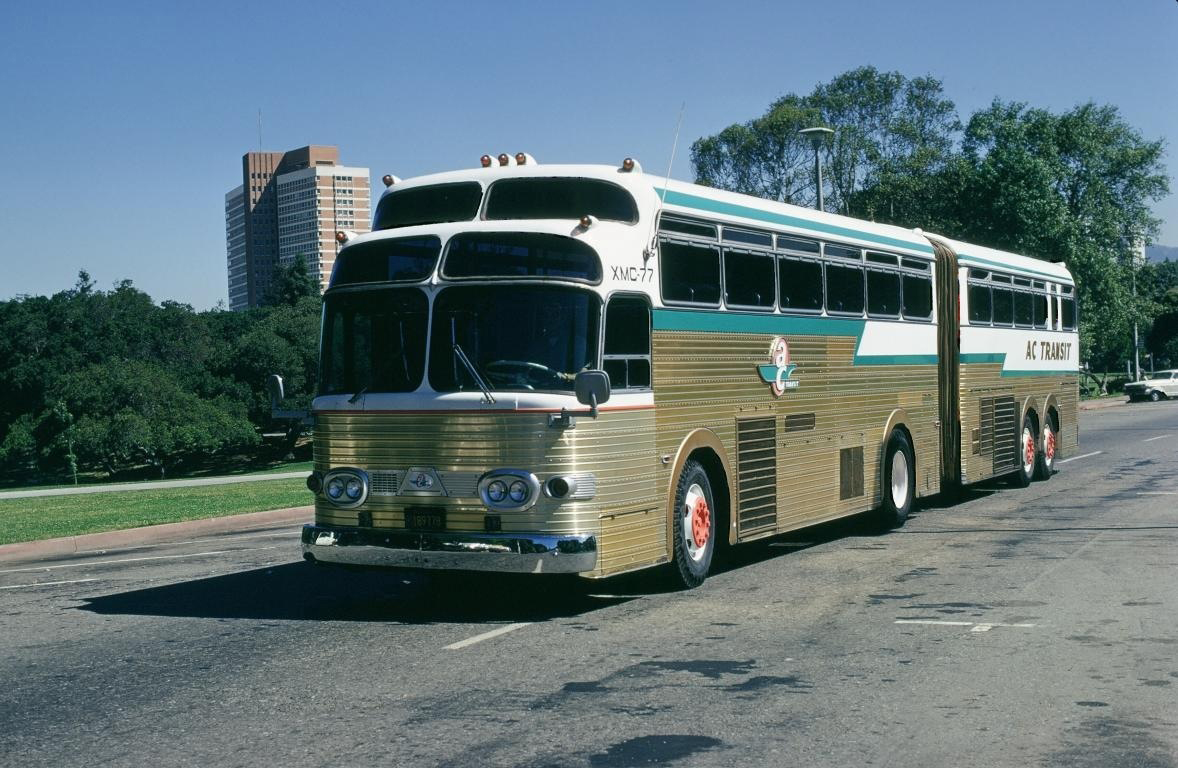
Um AC Transit XMC-77 de 1958

Modelos primitivos de ônibus articulados surgiram na Europa nos anos 20. No entanto, os primeiros ônibus articulados similares aos dos dias atuais começaram a surgir na década de 40. Em 1946, um ônibus articulado da Kaiser-Frazer foi criado para o seguimento rodoviário. Este contava com motor diesel, carroceria de magnésio, ar condicionado, dentre outros.

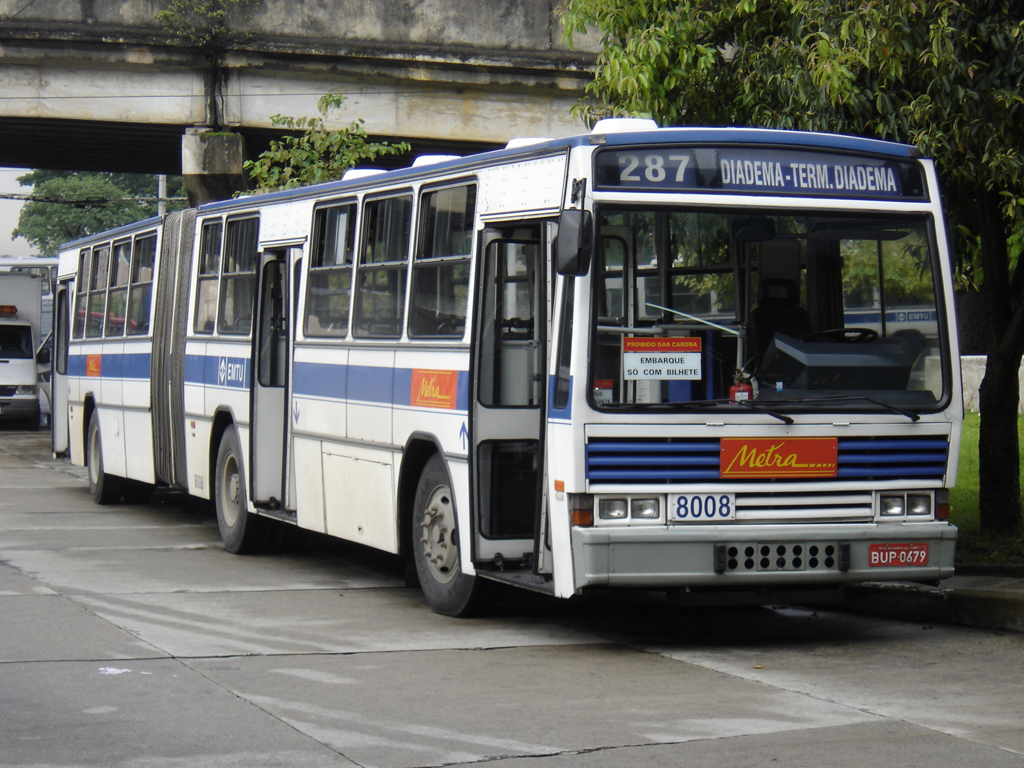
Vitória articulado produzido pela CAIO no final da década de 1980 sobre chassi Volvo B58.

O primeiro ônibus articulado fabricado no Brasil foi produzido por volta de 1978, sendo o modelo um CAIO Gabriela de chassis Scania B111. Na mesma época, foram introduzidos também ônibus rodoviários articulados, que foram testados por grandes empresas como a Viação Garcia e Auto Viação Catarinense. Os ônibus que foram testados eram Nielson Diplomata Articulado com chassis Volvo B58, que foi muito usado nos ônibus da época; entretanto, o resultado dos testes não foi satisfatório e o conceito do ônibus rodoviário articulado foi abandonado no Brasil.
No Brasil, os ônibus articulados que não contém cortina sanfonada, mas sim, um reboque, são chamados de Romeu-e-Julieta. Há também um outro tipo, que não foi bem-sucedido, conhecido por "cavalo mecânico", ou "caminhãobus", ou ainda "caminhônibus", constituído por um caminhão curto sem carroceria e uma carreta, como acontece nos grandes caminhões nas estradas. As difíceis manobras de seu longo comprimento foram a causa do fracasso desse tipo de ônibus.
As sanfonas para ônibus articulados utilizadas no Brasil tiveram sua produção iniciada em 1979 pela Hubner Sanfonas Industriais Ltda. Além de abastecer o mercado brasileiro, as sanfonas são exportadas para a os demais países da América Latina. A produção de sanfonas na Europa foi iniciada pela família Hubner a partir da Alemanha.

## Tipos
Existem vários tipos e configurações diferentes para ônibus articulados. O motor, por exemplo, pode estar em posição frontal, central, vertical ou traseira. Podem apresentar piso baixo ou alto; o eixo com tração também varia. Normalmente, esses ônibus possuem três eixos, mas também podem apresentar quatro eixos.

### Variantes

#### Ônibus articulado
Ônibus articulado é a variante padrão. Normalmente, possuem três eixos; dois no primeiro vagão e um no segundo. O eixo tracionado pode ser tanto o segundo quanto o terceiro. O motor pode estar no primeiro ou no segundo vagão. Dentre todas as variantes, essa é a mais popular e mais barata de se adquirir e manter. O comprimento pode variar de 17 a 22 metros.

#### Ônibus superarticulado

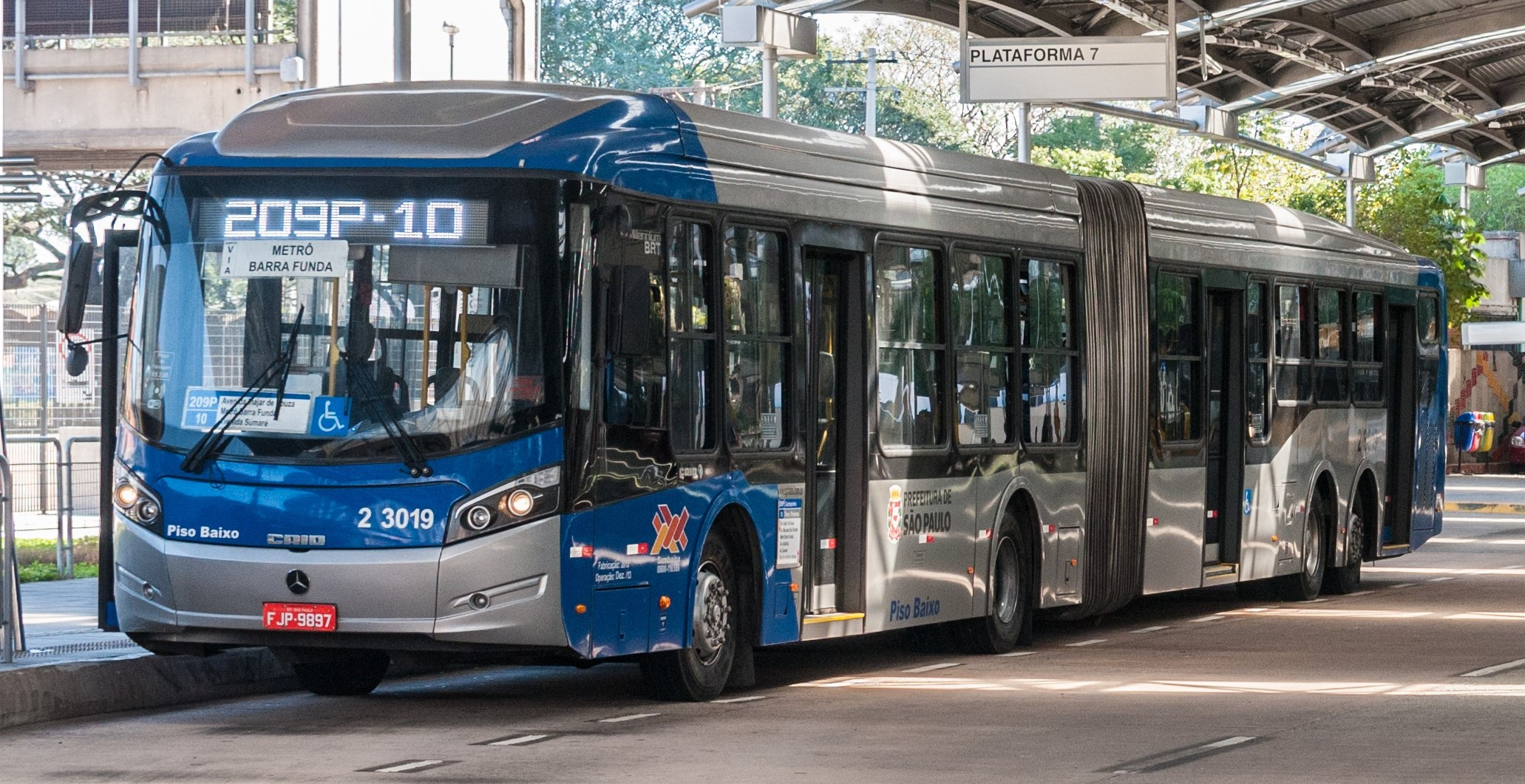
CAIO Millennium BRT superarticulado em São Paulo, Brasil. Com 23 metros e capacidade máxima de mais de 200 passageiros, é o maior ônibus superarticulado do mundo.

Os ônibus superarticulados têm esse nome pelo fato de serem similares aos articulados, no entanto, por possuírem um eixo a mais, (um quarto eixo direcional) podem possuir comprimento legalmente superior aos ônibus articulados comuns. De todas as variantes, esta tem mais tecnologia embarcada para seu funcionamento básico. Possui motor traseiro, configuração pusher, e um eixo direcional que auxilia em manobras, diminuindo o diâmetro de giro. Em relação aos articulados comuns, o superarticulado é mais eficiente, no entanto, mais caro. O comprimento é de até 23 metros.

#### Ônibus biarticulado

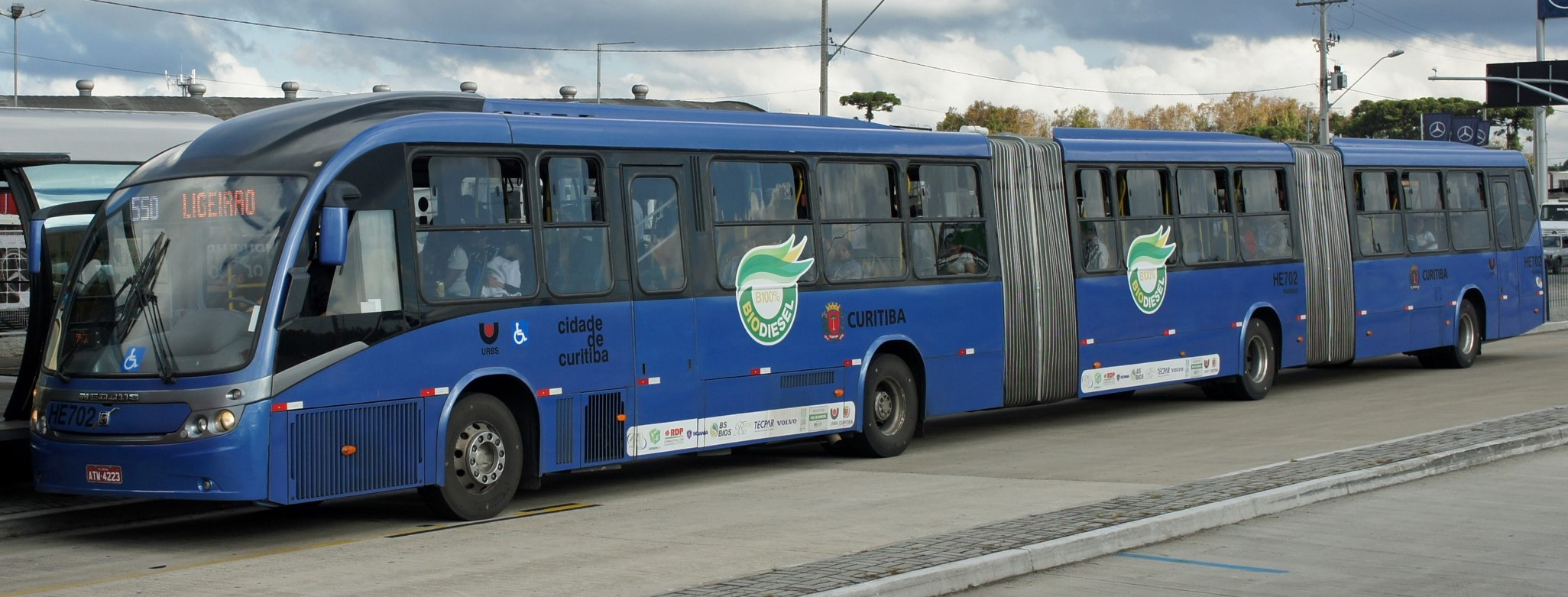
Neobus Mega BRT biarticulado em Curitiba. É um dos ônibus mais longos do mundo, com 28 metros e capacidade máxima de 250 passageiros.

Os ônibus biarticulados são uma variação dos ônibus articulados. Esses ônibus possuem um vagão a mais (totalizando três), e portanto, duas articulações. Possuem no mínimo quatro eixos e são bem mais raros que os ônibus articulados. Como esses ônibus requerem mais espaço para manobra, o seu uso é evitado. São utilizados em locais bem específicos e em grandes centros urbanos. A principal vantagem fica pela capacidade de passageiros em relação ao tamanho, diminuindo ainda mais a manutenção, combustível e espaço utilizado por passageiro. Esses ônibus costumam ter capacidade máxima de 200 a 300 passageiros, mais do que um Boeing 747. No Brasil, algumas das principais cidades que contam com ônibus biarticulados são Curitiba, Rio de Janeiro e São Paulo. Ainda assim, outros centros urbanos no Brasil também contam com esse tipo de ônibus.

#### Ônibus articulado de dois andares

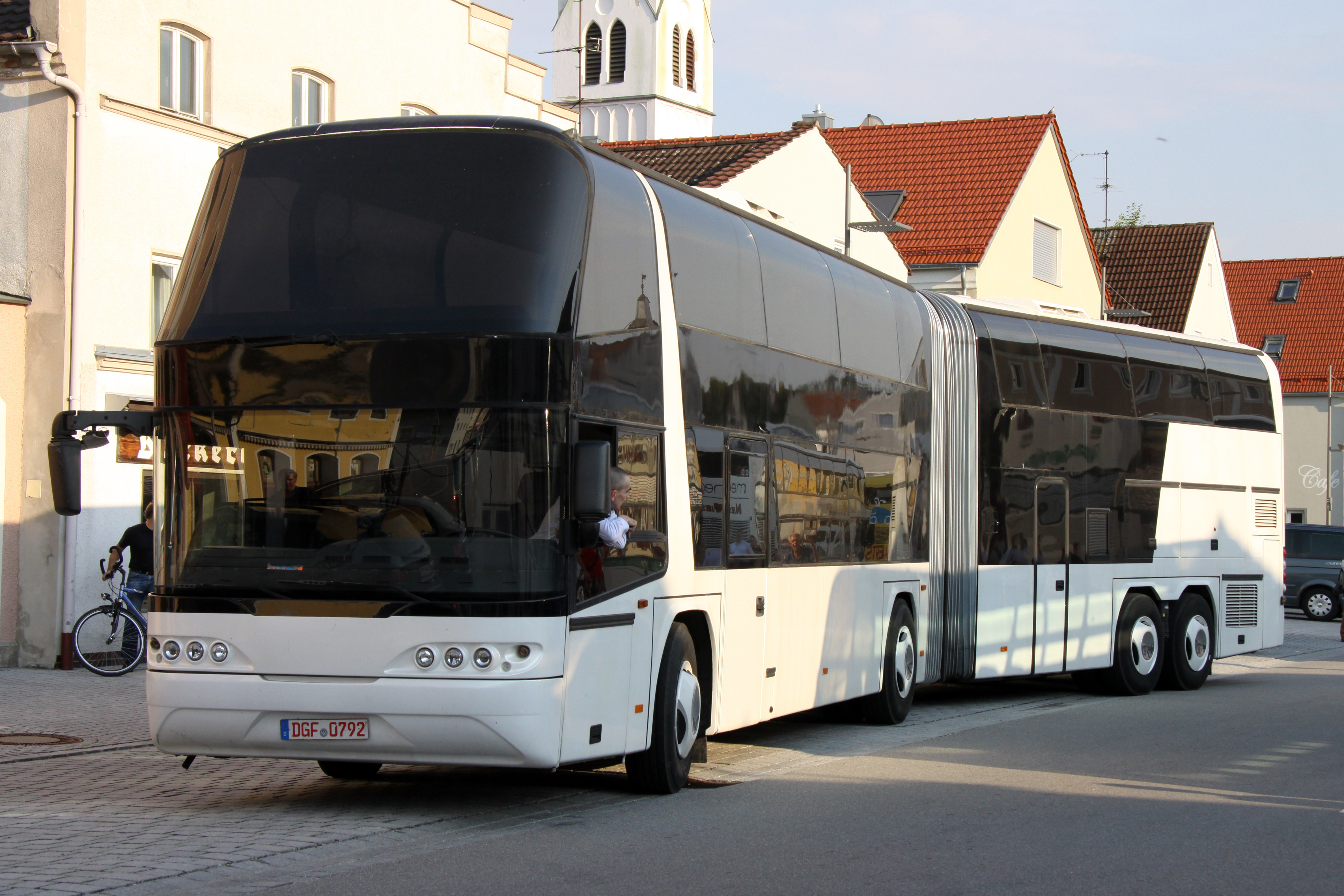
Neoplan Jumbocruiser 1992 (modelo redesenhado)

Poucas foram as tentativas de criar um ônibus articulado de dois andares. Um deles, o Neoplan Jumbocruiser, foi produzido entre 1975 e 1992. Nele, apenas o andar de cima permitia movimento entre as duas seções, assim, cada seção tinha suas próprias portas e escadas.

#### Ônibus triarticulado
Existiram projetos também para modelos com três sanfonas, porém não chegaram a ser produzidos.

### Layout

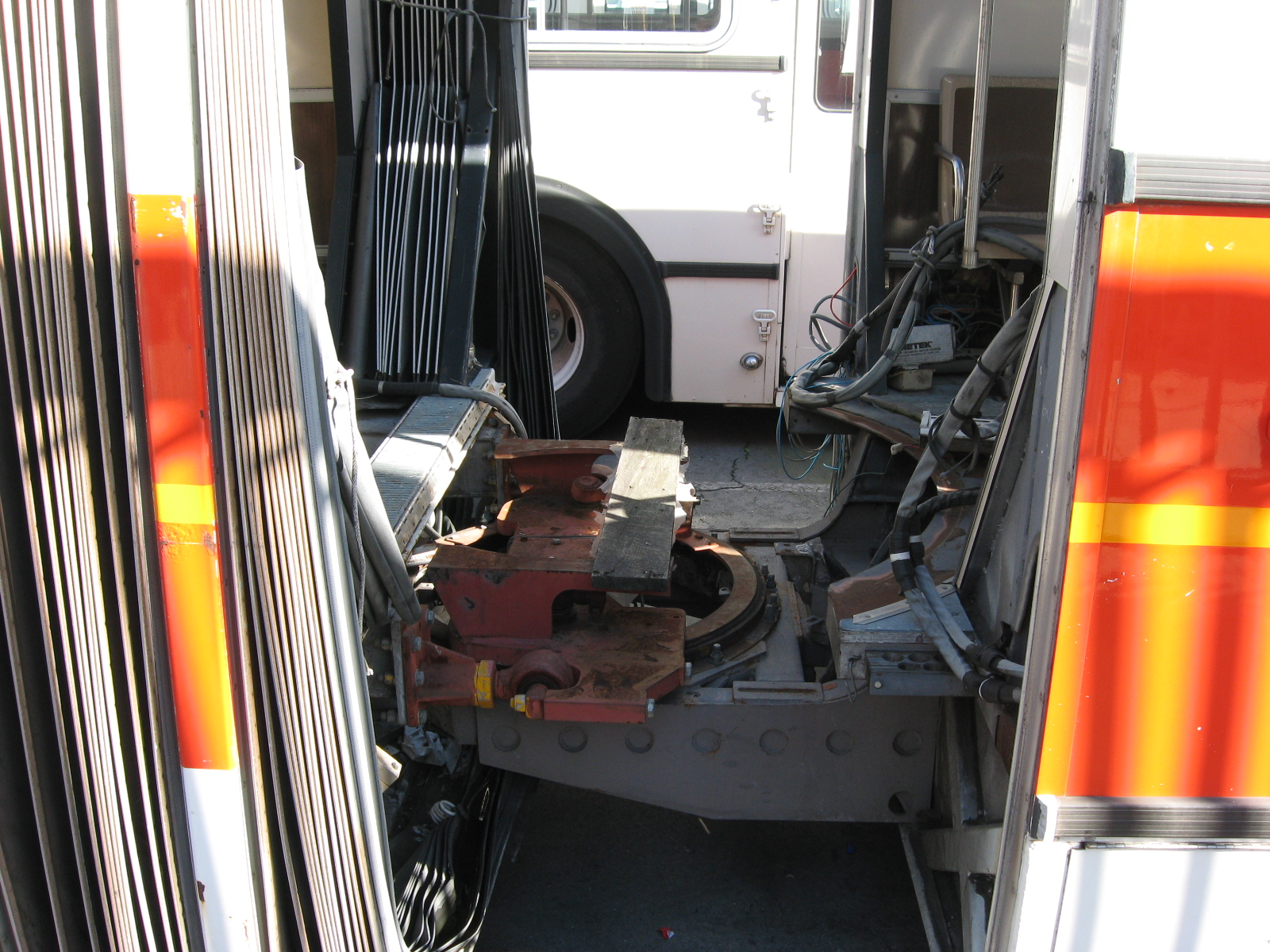
Junta de articulação vista sem a cortina sanfonada

#### Configuraçãopuller
Na configuração puller (do inglês "puxar") o primeiro vagão do ônibus é tracionado e puxa o vagão traseiro, que está livre. Em ônibus modernos, o motor também está antes da articulação. Esse motor pode ser frontal, vertical ou central. O eixo traseiro do primeiro vagão (eixo central, no caso de um articulado de três eixos) é o que recebe a força do motor. É um arranjamento mais simples e, portanto, tem fabricação e manutenção mais barata, além de maior durabilidade. Como a maior parte do peso está na roda tracionada, esses tipos de ônibus tendem a ter mais tração em superfícies escorregadias, como lama.
Entretanto, pelo fato desses ônibus apresentarem o motor no primeiro vagão, costumam ser menos confortáveis, devido aos níveis de vibração e som superiores. Algumas fabricantes contornam esse problema colocando isolantes acústicos entre o motor e a cabine. Além disso, ônibus com a configuração puller não podem ter piso baixo, o que prejudica a acessibilidade de pessoas com deficiência e idosos. Uma forma de contornar esse problema é o uso do motor vertical.

#### Configuraçãopusher
A configuração pusher (do inglês "empurrar") se distingue da puller pelo fato de o último vagão (traseiro) ser o tracionado, ou seja, empurrar todo o ônibus. Esse tipo de disposição é mais complexa, já que, se adotada uma articulação comum (como a da configuração puller) o ônibus perderia o controle em retas e principalmente em curvas, pois a articulação se flexionaria longitudinalmente de maneira descontrolada. Para resolver esse problema, é necessária a adoção de um controle eletro-hidráulico (uma espécie de amortecedor controlado eletronicamente que limita a flexão longitudinal ao transferir fluído hidráulico de um lado para o outro). Em um ônibus com a configuração puller, este controle não é necessário. Por isso, a configuração pusher é mais cara de fabricar e manter, além de requirir manutenções mais constantes. Além disso, o motor normalmente se situa na extrema traseira do ônibus, após o eixo tracionado. Isso diminui a tração disponível, já que, fisicamente falando, o centro de gravidade se situa mais a frente do ônibus. Tal redução de tração em relação à configuração puller é quase que imperceptível em asfalto, mas se torna mais pronunciada em situações de baixa aderência, como em neve ou lama.
Essa configuração tem tecnologias mais modernas e surgiu após a configuração puller. Como todo o motor e transmissão se situam na traseira, essa configuração permite a aplicação de piso baixo total em todo o seu comprimento, o que melhora a acessibilidade. Além disso, como o motor se situa na traseira, a vibração e o som se tornam menos pronunciados dentro da cabine. Porém, por causa do piso baixo, a suspensão precisa ter um curso menor e isso se traduz em menor conforto para os passageiros e mais problemas nesses componentes.

### Posição do motor

#### Frontal
Nos dias atuais, ônibus articulados com motor frontal são bem mais raros que antigamente. Como o espaço dianteiro é limitado, se torna mais complicado a criação de um ônibus articulado com motor dianteiro que cumpra com as normas de potência locais. É a posição mais desconfortável para o motorista e para os passageiros, já que toda a vibração, som e calor produzidos pelo motor invadem a cabine. Um eixo cardã transfere o movimento do motor dianteiro às rodas traseiras, fazendo dele uma configuração puller. Por esse motivo, ônibus articulados com motor frontal não podem ter piso baixo. A maior vantagem da adoção dessa posição é financeira: apresentam menor consumo de combustível, menor custo de produção, manutenção e maior valor de revenda. A adoção dessa posição é proibida em certos locais, como na cidade de São Paulo. Um exemplo moderno dessa posição é o chassis Scania F360HA.

#### Central
O motor se situa entre os eixos dianteiro e traseiro do primeiro vagão, adotando configuração puller. A vibração e o som produzidos pelo motor são mais pronunciados que em um motor traseiro e menos que em um motor frontal. É a configuração com piso alto mais compacta. O piso baixo pode ser adotado com perda de espaço no primeiro vagão, devido ao motor vertical invadir a cabine.

#### Traseiro
A adoção de um motor traseiro permite o uso de piso baixo total, além de configuração pusher. Como o motor fica situado na traseira do ônibus, esse tipo de configuração é a mais confortável de todas, já que transmite menos som e calor para dentro da cabine. Além disso, o motor traseiro garante mais segurança, estabilidade e menor desgaste de pneus.

## Vantagens e desvantagens

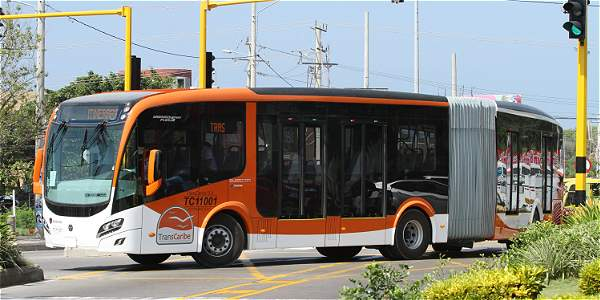
Busscar Urbanuss Pluss S5 BRT sendo utilizado pela TransCaribe, na Cartagena.

A principal vantagem do ônibus articulado em relação ao ônibus de dois andares é o rápido embarque e desembarque de passageiros (já que há mais portas e essas normalmente são maiores), capacidade de carga muito maior (acima de 120 passageiros contra 80-90 passageiros), maior estabilidade por conta do centro de gravidade mais baixo, menor área frontal (o que favorece a aerodinâmica e consequentemente o consumo de combustível), menor altura, maior velocidade de serviço e mais acessibilidade para pessoas com deficiência e idosas. Em comparação ao ônibus comum, o ônibus articulado também apresenta maior vida útil e menor custo por passageiro, caso esteja perto de sua lotação máxima.
Uma desvantagem que alguns ônibus articulados experienciam (principalmente antigos) é a falta de potência. Alguns ônibus articulados possuem a mesma motorização que ônibus sem articulação. O peso extra desses ônibus diminuem sua velocidade final e aceleração, além da capacidade de frenagem. Ademais, ônibus articulados são mais caros de adquirir e têm manutenção mais cara que ônibus comuns, além de consumirem mais combustível por unidade. No entanto, se for levado em consideração o número de passageiros que cada ônibus leva, o fator pode ser invertido. Por isso, antes de uma empresa adquirir um ônibus articulado, deve ser feita uma pesquisa levando em consideração o número de passageiros que esse ônibus levará diariamente, em média, antes da aquisição.
Em algumas circunstâncias (como em ruas apertadas e curvas fechadas) os ônibus articulados podem apresentar mais dificuldade em manobras, o que pode fazer com que estes fiquem presos ou se envolvam em acidentes.

## Modelos brasileiros
Atuais
- Marcopolo
  - Viale BRT/BRS articulado
  - Viale Express
  - Torino Express
  - Attivi Express (Elétrico)
- CAIO Induscar
  - eMillennium (Elétrico)
  - Millennium V articulado
  - Millennium BRT/BRS articulado
  - Mondego II articulado
- Neobus
  - Mega Plus articulado
- Comil
  - Doppio BRT
- Mascarello
  - Gran Via articulado
  - GranMetro articulado

Antigos
- Marcopolo
  - Torino LN
  - Marcopolo Torino GV
  - Marcopolo Torino 1999
  - Marcopolo Torino 2007
  - Marcopolo Viale
  - Marcopolo Gran Viale
- Caio Induscar
  - Caio Amélia
  - Caio Gabriela
  - Caio Vitória
  - Caio Alpha
  - Caio Apache S21
  - Caio Apache VIP I, II, III e IV
  - Caio Millennium II, III e IV
  - Caio Mondego HA/LA
- Comil
  - Comil Doppio
  - Comil Doppio 2000
  - Comil Doppio 2008
  - Comil Doppio 2011
- Busscar
  - Busscar Urbanus
  - Busscar Urbanus SS
  - Busscar Urbanuss
  - Busscar Urbanuss Pluss
  - Busscar Urbanuss Pluss 2009
- Ciferal
  - Ciferal Padron Alvorada
  - Ciferal Padron Rio
  - Ciferal Mega Bus
- Thamco
  - Thamco Padron Águia
  - Thamco Scorpion
- Neobus
  - Mega 2000
  - Mega 2004
  - Mega 2006
  - Mega BRT/BRS
  - Mega BRT 2016

Entre outros, fabricados nas décadas de 1980, 1990 e início da década de 2000 que também tiveram versões articuladas.